# Ortodoxia în America
În ciuda vârstei sale destul de mici, Ortodoxia în America are o istorie complexă și un prezent complicat. Acest articol caută să fie o sursă de informații și legături referitoare la istoria și starea creștinismului ortodox din America.

## Istoric
- Soborul Tuturor Americanilor
- Ortodoxia în America (bibliografie)
- Reacția Bizantină la Autocefalia OCA
- Adunarea din Ligonier
- ROCOR și OCA
- Ortodoxia în America (cronologie)

## Oameni

### Sfinți
- Alexander Hotovitzky
- Alexis din Wilkes-Barre
- Gherman din Alaska
- Inochentie din Alaska
- Iacob Nețvetov
- Ioan Kociurov
- Ioan Maximovitci
- Iuvenalie din Alaska
- Nicolae Velimirovici
- Petru Aleutul
- Rafael de Brooklyn
- Tihon de Moscova
- Varnava (Nastic)

- Propuși pentru canonizare
  - Arhiepiscopul Arsenie (Ciagovțov) de Winnipeg
  - Episcopul Gherasim (Papadopoulos) de Abydos
  - Olga Mihail
  - Serafim Rose

### Episcopi
Vezi: Lista episcopilor americani

### Alte figuri importante
- Alexander Schmemann
- Frank Schaeffer
- Georges Florovsky
- Jaroslav Pelikan
- John Meyendorff
- Serafim Rose
- Thomas Hopko

- Scriitori

## Jurisdicții

### Actuale
- Eparhia Ortodoxă Albaneză din America
- Eparhia Ortodoxă Carpato-Rusă Americană
- Arhiepiscopia Creștină Ortodoxă Antiohiană din America de Nord
- Sinodul Belarus al Bisericilor Ortodoxe din America de Nord
- Eparhia Ortodoxă Răsăriteană Bulgară din SUA, Canada și Australia
- Patriarhia Ecumenică din America
- Arhiepiscopia Ortodoxă Greacă a Americii
- Biserica Ortodoxă din America
- Arhiepiscopia Ortodoxă Română din America și Canada
- Biserica Ortodoxă Rusă în SUA
- Biserica Ortodoxă Rusă din Afara Rusiei
- Biserica Ortodoxă Sârbă din SUA și Canada
- Biserica Ortodoxă Ucraineană din SUA
- Vicariatul pentru comunitățile palestiniene/iordaniene în SUA

#### În afara curentului principal al Ortodoxiei
- Sfânta Biserică Ortodoxă din America de Nord (HOCNA)
- Biserica Ortodoxă Rusă în Exil (ROCE)

### Foste
- Biserica Catolică Ortodoxă Greacă Alexandrină din Statele Unite
- Biserica Catolică Ortodoxă Americană
- Arhiepiscopia Ortodoxă Antiohiană de Toledo și Împrejurimi
- Mitropolia Ortodoxă Greacă Autocefală de America și Canada
- Eparhia Bulgară în Exil
- Patriarhia Ortodoxă Greacă a Ierusalimului din America de Nord și de Sud
- Exarhatul Rus al Americii de Nord
- Misiunea Catolică Greacă Ortodoxă Siriană în America de Nord

## Seminarii și alte școli
- Seminarul Hristos Mântuitorul (Johnstown, Pennsylvania)
- Școala de Teologie Ortodoxă Greacă Sfânta Cruce (Brookline, Massachusetts)
- Seminarul Ortodox Sfânta Treime (Jordanville, New York)
- Seminarul Teologic Ortodox Sfântul Tihon (Kodiak, Alaska)
- Seminarul Teologic Ortodox Sfântul Gherman (South Canaan, Pennsylvania)
- Seminarul Ortodox Sârb Sfântul Sava (Libertyville, Illinois)
- Seminarul Teologic Ortodox Ucraineean Sfânta Sofia (South Bound Brook, New Jersey)
- Cursul Sfântul Ștefan în Teologie Ortodoxă
- Seminarul Teologic Ortodox Sfântul Vladimir (Crestwood, New York)

## Mănăstiri
- Lista mănăstirilor americane

## Grupuri
- Biserica Ortodoxă Evanghelică
- Sfântul Ordin al MANS (later, Christ the Savior Brotherhood)
- Societatea preoților de mir Sfântul Vasile

## Organizații

### Naționale
- Comitetul Ortodox Răsăritean pentru Cercetași (EOCS)
- Caritatea Creștină Ortodoxă Internațională (IOCC)
- Frația Creștină Ortodoxă (OCF)
- Laicatul Creștin Ortodox (OCL)
- Centrul de Misiune Creștin Ortodox (OCMC)
- Creștinii Ortodocși pentru Viață (OCLife)
- Comunitatea Seminariilor Ortodoxe (OISM)
- Societatea Teologică Ortodoxă din America (OTSA)
- Conferința Permanentă a Episcopilor Ortodocși Canonici din Americi (SCOBA)

### Regionale
- Sinodul Bisericilor Ortodoxe Răsăritene din Central Massachusetts (CEOC)
- Comunitatea Bisericilor Ortodoxe din Connecticut (FORCC)
- Misiunile și Caritățile Creștine Ortodoxe din Rocky Mountain (RMOCCM)

### Jurisdciționale
- Comunitatea Creștinilor Ortodocși din America (FOCA), OCA

### Articole
- Orthodoxy in America, by Archbishop Chrysostomos of Etna
- The Dynamics of the Orthodox Faith in America, by Abp. Demetrios (Trakatellis) of America
- The Dangers of Multiple Orthodox Jurisdictions in the United States, by Metr. Isaiah (Chronopoulos) of Denver
- Where Do We Go From Here? Arhivat în 26 iunie 2008, la Wayback Machine., by Abbot Jonah (Paffhausen) (requires free registration)
- Orthodoxy in America: Diaspora or Church? Arhivat în 4 februarie 2009, la Wayback Machine., by Fr. Leonid Kishkovsky
- The Project for Orthodox Renewal of the Orthodox Christian Laity: Seven Studies of Key Issues Facing Orthodox Christians in America Arhivat în 24 octombrie 2005, la Wayback Machine., Steven J. Sfekas and George E. Matsoukas, eds. (1993)
- An Orthodox Christian Church in the United States: Unified and Self-Governed Arhivat în 13 septembrie 2012, la Wayback Machine., a pamphlet by Orthodox Christian Laity
- The Face of American Orthodoxy: A Forgotten Perspective Arhivat în 2 aprilie 2015, la Wayback Machine., by Fr. Aris P. Metrakos
- The Next Triumph of Orthodoxy Arhivat în 2 aprilie 2015, la Wayback Machine., by Fr. Aris P. Metrakos
- The Liturgical Path of Orthodoxy in America Arhivat în 24 iulie 2010, la Wayback Machine., by Paul Meyendorff
- Orthodoxy in America, from OrthodoxPhotos.com
- Reflecting on the Future of Orthodoxy in America Arhivat în 10 aprilie 2016, la Wayback Machine., by Archbishop Peter (L'Huillier) of New York
- Orthodoxy in America: Its Historical Past and Present Arhivat în 7 februarie 2007, la Wayback Machine., by Fr. Seraphim Rose
- Orthodoxy and America, by Fr. Alexander Schmemann- (this is the last part of III: The Spiritual Problem below)
- Problems of Orthodoxy in America series, by Fr. Alexander Schmemann
  - I: The Canonical Problem Arhivat în 2 mai 2015, la Wayback Machine.
  - II: The Liturgical Problem Arhivat în 2 mai 2015, la Wayback Machine.
  - III: The Spiritual Problem Arhivat în 2 mai 2015, la Wayback Machine.
- The American Orthodox Church, by Dr. George Strickland
- TIME: An American Orthodoxy?[nefuncțională]
, 16 martie 1970

### Colecții de legături
- General Information: Orthodoxy in America